# Afroligusticum
- Commons
- Wikispecies

Afroligusticum é um género botânico pertencente à família Apiaceae.

## Espécies
Apresenta duas espécies:
- Afroligusticum chaerophylloides
- Afroligusticum elliotii